# Амаглеба (Чохатаурский муниципалитет)
Амаглеба (груз. ამაღლება, до 2010 года — Ганахлеба) — село в Грузии, на территории Чохатаурского муниципалитета края (мхаре) Гурия.

## География
Село находится в западной части Грузии, на правом берегу реки Супсы, на расстоянии приблизительно 3 километров (по прямой) к западо-северо-западу от посёлка городского типа Чохатаури, административного центра муниципалитета. Абсолютная высота — 190 метров над уровнем моря.

## Население
По результатам официальной переписи населения 2014 года, в Амаглебе проживало 598 человек (284 мужчины и 314 женщин). В национальной структуре населения грузины составляли 99,7 %, армяне — 0,15 %, русские — 0,15 %.
| Год  | Население, человек |
| ---- | ------------------ |
| 2002 | 684                |
| 2014 | ↘ 598              |